# Zora Simčáková
Zora Simčáková (* 27. března 1963, Liptovský Hrádok) je bývalá slovenská běžkyně na lyžích.

## Lyžařská kariéra
Reprezentovala Československo na XVI. ZOH v Albertville 1992, skončila v běhu na 15 km na 18. místě a na 30 km na 30. místě. Ve Světovém poháru skončila v roce 1990 celkově na 33. místě.